# Delma torquata
Delma torquata är en ödleart som beskrevs av  Arnold Girard Kluge 1974. Delma torquata ingår i släktet Delma och familjen fenfotingar. IUCN kategoriserar arten globalt som sårbar. Inga underarter finns listade i Catalogue of Life.
Arten är bara känd från sydöstra Queensland i Australien men den har kanske en större utbredning. Habitatet utgörs av öppna skogar med eukalyptusträd och akacior. Dessutom är marken täckt av gräs och andra buskar. Individerna gräver i lövskiktet.